# مغذي ضروري
المغديات الضرورية عبارة عن مواد مغذية تكون على شكل عناصر أو مركبات كيميائية ذات أهمية حيوية أساسية للكائنات الحية، والتي لا يمكن تصنيعها داخل الجسم، بالتالي ينبغي الحصول عليها من الوجبات الغذائية، مثل الكولين والنياسين.
يمكن للمغذيات الضرورية أن تصنف إلى فيتامينات والمعادن والأحماض الدهنية والأمينية الضرورية.

## الأحماض الأمينية
إن الحماض الأمينية التالية هي أحماض أمينية ضرورية لجسم الإنسان، وينبغي أن تكون متضمنة في غذائه:
- إيزوليوسين
- ليوسين
- لايسين
- ميثيونين
- فينيل ألانين
- ثريونين
- تريبتوفان
- فالين
- أرجينين (ضروري للأطفال)
- هيستيدين (ضروري للأطفال)

## الأحماض الدهنية
هناك حمضان دهنيان أساسيان لا يستطيع الإنسان تصنيعهما داخل الجسم بسبب عدم توفر الإنزيم نازع التشبع وهما
- حمض ألفا-لينولينيك وهو حمض دهني أوميغا-3
- حمض اللينولييك (حمض زيت الكتان) وهو حمض دهني أوميغا-6

## المعادن
- كالسيوم
- كلور على شكل كلوريد (Cl−)
- كروم (Cr)[3]
- كوبالت (Co) (كجزء من فيتامين B12)
- نحاس (Cu)
- يود (I)
- حديد (Fe)
- مغنسيوم (Mg)
- منغنيز (Mn)
- موليبدنوم (Mo)
- فوسفور (P)
- بوتاسيوم (K)
- سيلينيوم (Se)
- صوديوم (Na)
- زنك (Zn) [4]

## الفيتامينات
حسب التعريف فإن كافة الفيتامينات عبارة عن مغذيات ضرورية.